# مسجد يوخاري غوهار آغا
مسجد يوخاري غوهار آغا (بالأذرية: Yuxarı Gövhər Ağa məscidi)‏ (بالأرمنية: վերին մզկիթ): هو مسجد يقع في مدينة شوشا في أذربيجان. يحمل المسجد أيضًا اسم Boyuk Juma أي (المسجد الكبير) لغوهار آغا (بالأذرية: Gövhər Ağanın Cümə məscidi)‏.

## التاريخ
"يوخاري غوهار آغا" تعني بالأذرية: "مسجد غوهار آغا العلوي"، في إشارة إلى موقع المسجد في القسم العلوي من مدينة شوشا وتمييزه عن مسجد أشاغي غوهار آغا، وهو المسجد الذي يحمل نفس الاسم ويقع في القسم الأدنى من المدينة. يعتبر كلا المسجدين رمزين لشوشا وروائع العمارة الشرقية. يقع مسجد يوخاري غوهار آغا في الساحة الرئيسية لشوشا، ويشكل جزءًا كبيرًا من المجمع المعماري بما في ذلك المدرسة والمتاجر والمنازل التي بناها نفس المهندس المعماري. بدأ بناء المسجد بأمر من إبراهيم خليل خان في 1768 (أي 1182 هجريا) ولكن توقف لفترة طويلة. ثم تمت إعادة البناء واستكماله في 1883-1885 من قبل المهندس المعماري كربلايي سافي خان قاراباغي بأمر من غوهار آغا، ابنة إبراهيم خليل خان.